# لويزا دي موراليس
لويزا دي موراليس (بالإسبانية: Luisa de Morales) هي نقاشة ورسامة إسبانية، (و. 1654  م).